# Chiloglanis lufirae
Chiloglanis lufirae är en fiskart som beskrevs av Poll, 1976. Chiloglanis lufirae ingår i släktet Chiloglanis och familjen Mochokidae. IUCN kategoriserar arten globalt som otillräckligt studerad. Inga underarter finns listade i Catalogue of Life.